# Цинкография

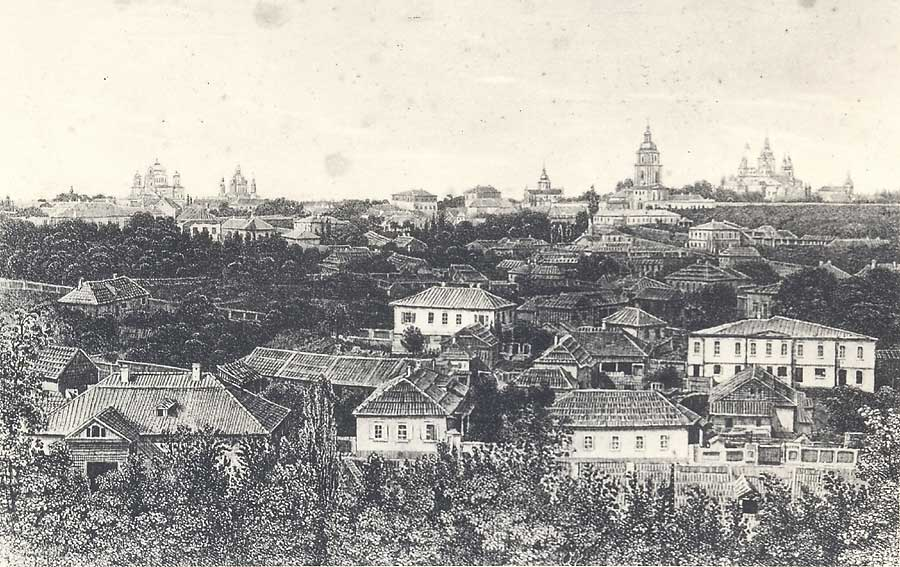
Репродукция панорамы Киева, отпечатанная с использованием цинкографии, около 1870—1880

Цинкография — фотомеханический процесс, предназначенный для изготовления типографских клише и печати с них полутоновых изображений методом высокой печати. Название технология получила из-за того, что в качестве материала для клише чаще всего использовался цинк, обладающий хорошей тиражеустойчивостью. Из-за относительной простоты цинкография широко применялась в газетной полиграфии, допускающей невысокое качество изображения.

## Описание технологии
Вытравливание исполненных пером и карандашных рисунков на цинке, использованном вместо литографского камня, было опробовано в 1804 году В. Эбергардом, метод был назван им хемиграфией. Только к 1850 году впервые были достигнуты удачные результаты в изготовлении цинковых клише с рельефными изображениями, удобными для печатания на обыкновенном типографском станке (паниконография, или жиллотаж). Однако, печатать таким образом можно было только контурные или штриховые рисунки без сплошной затушёвки теней и полутонов. В 1862 году появилась используемая до наших дней[когда?] фотоцинкография, то есть фотографирование рисунка на приготовленной надлежащим образом цинковой пластинке и затем вытравка полученного снимка. После усовершенствования этого метода и его объединения с автотипией цинкография стала пригодна для изготовления клише с тоновых оригиналов и стала промышленно применяемым методом в 1880-х годах. Благодаря дешевизне и удобству печатания эта технология получила очень широкое распространение.
Цинкография непригодна для непосредственного воспроизведения полутонов, поэтому фотографии перед изготовлением клише растрируют точечным или линейным растром по методу автотипии. Для этого с помощью крупноформатного фотоаппарата делается репродукция оригинала сквозь растр, вплотную прижатый к фотоэмульсии. Полученный растровый негатив контактным способом печатается на покрытую светочувствительным слоем цинковую пластину. В качестве светочувствительного слоя могут использоваться смесь бихроматов с альбумином, становящаяся нерастворимой под действием света. После экспонирования с помощью дуговой лампы пластина покрывается краской и проявляется в холодной воде. При этом краска смывается с неэкспонированных участков, которые затем подвергаются травлению в ванне с кислотой. Для более высокой устойчивости к кислоте красочный слой дополнительно укрепляется нагревом (эмалированием) или асфальтовой пудрой. В результате на неэкспонированных участках слой цинка удаляется до нужной глубины, образуя пробельные элементы. Для печати цветных иллюстраций пользуются несколькими одноцветными клише, обычно применяются: жёлтая, пурпурная, голубая и чёрная краски. Для полноцветной печати методом цинкографии вместо цинкового часто используется медные клише из-за их более высокой устойчивости.